# Elite-Werke
Die Elite-Werke AG war ein deutscher Hersteller von Automobilen aus Brand-Erbisdorf, der zwischen 1913 und 1929 tätig war und seine Fahrzeuge unter dem Namen Elite verkaufte. Die Elite-Automobilwerke ergänzen als „assoziierte Stätte“ die Welterbelandschaft Montanregion Erzgebirge/Krušnohoří, die seit 2019 Teil des UNESCO-Welterbes ist.

## Geschichte

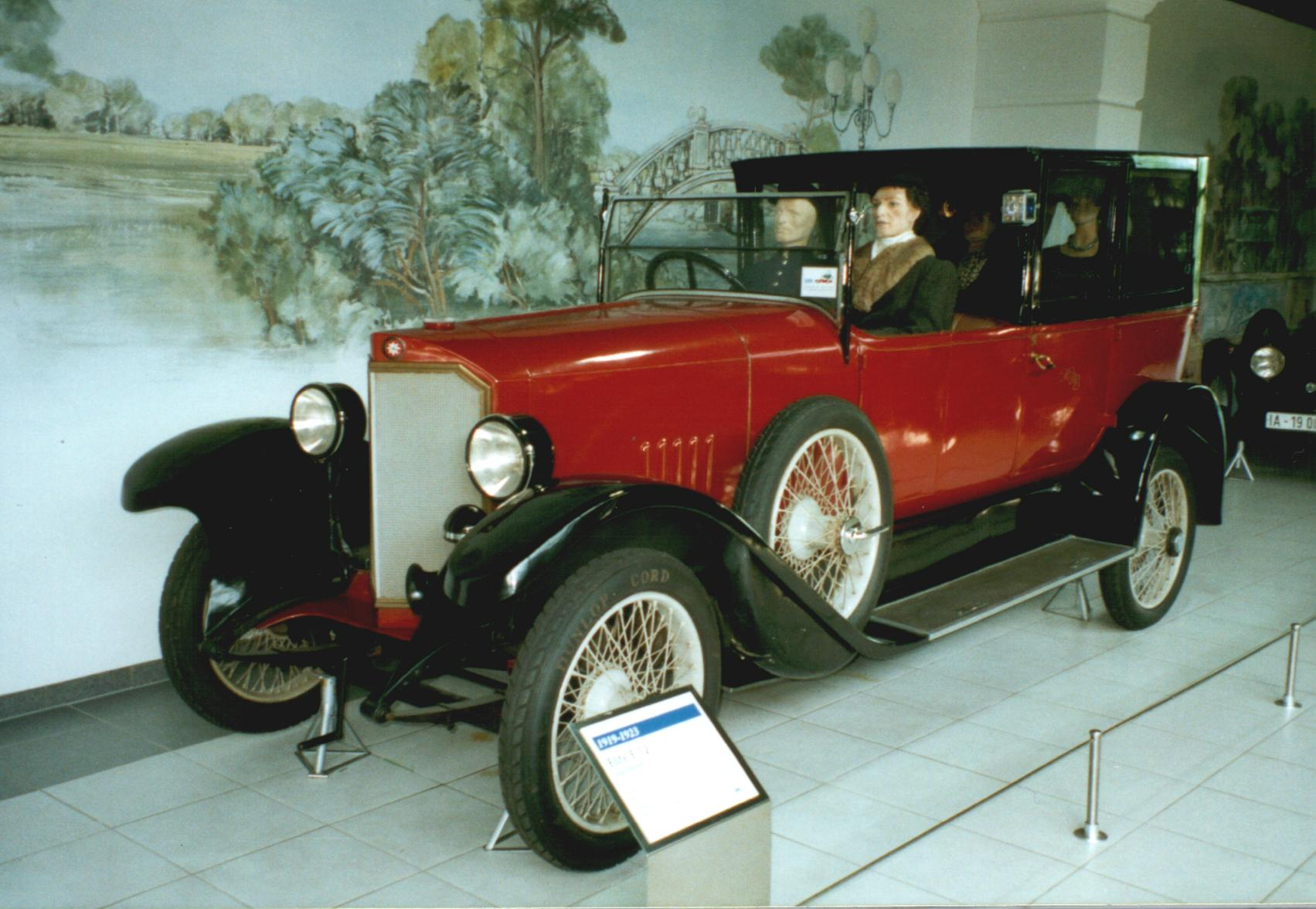
Elite E 12 12/40 PS Landaulet

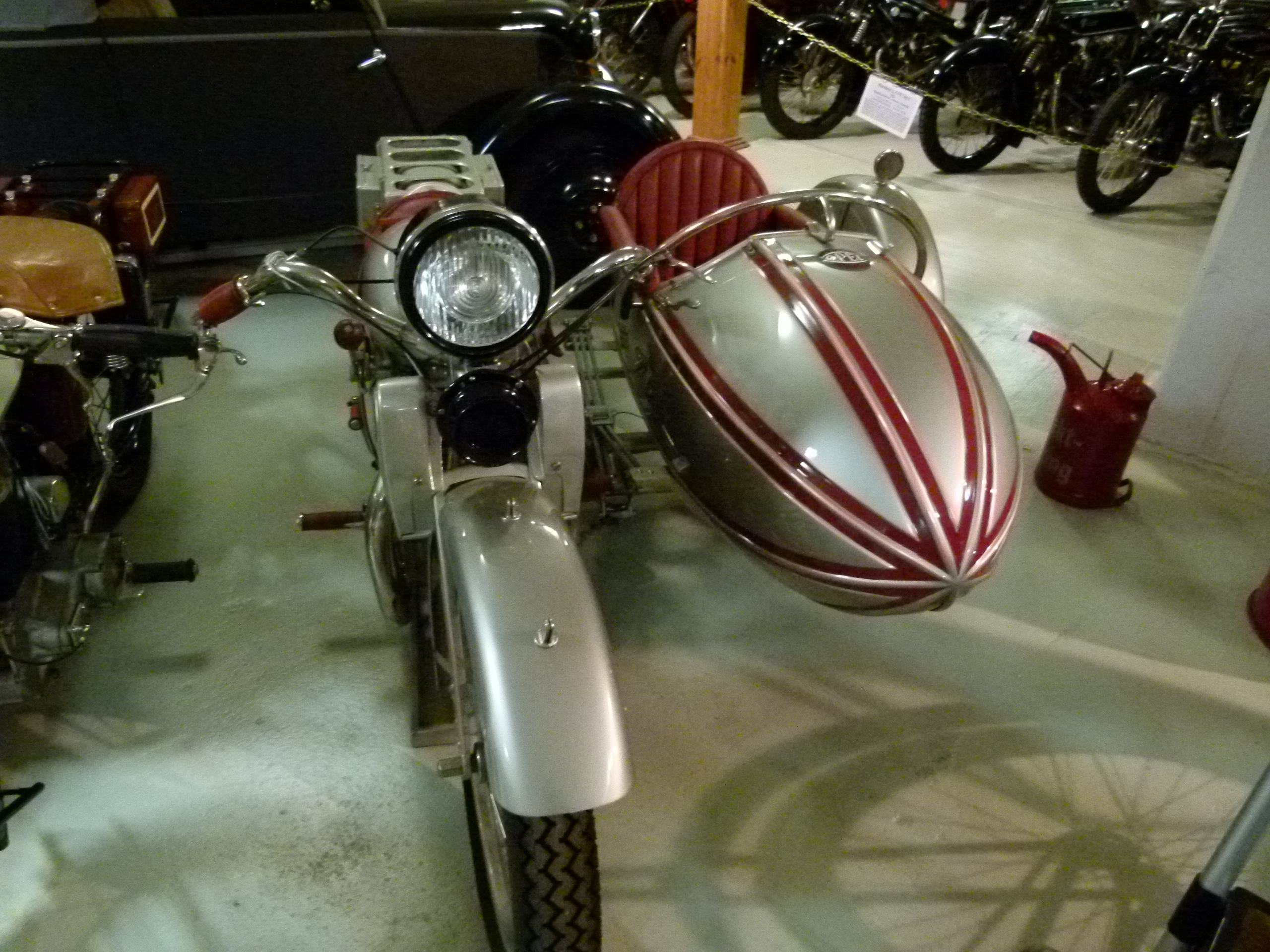
Gespann Elite Opel 500 auf Basis der Opel Motoclub von 1931

Günstige Rahmenbedingungen (zinslose Kredite, hohe Arbeitslosenzahlen, ein großer Auftrag einer sächsischen Firma) bewegten Emile Luders, seine 1904 in Berlin gegründete und rasch auf 100 Arbeiter angewachsene Emile Luders, Maschinenfabrik für den Automobilbau nach Brand-Erbisdorf zu verlegen. Unmittelbar nach Kauf eines Grundstücks im Jahr 1912 begannen umfangreiche Bauarbeiten. Schrittweise wurde die Produktion von Teilen für die Autoindustrie und Schiffsmotoren an den neuen Standort verlagert. Durch den Konkurs seiner Berliner Hausbank geriet Luders in arge finanzielle Schwierigkeiten.
Georg Günther, ein anderer Unternehmer aus der jungen Autoindustrie und Gründer der Chemnitzer Presto-Werke, übernahm gemeinsam mit Jørgen Skafte Rasmussen 1913 die Emile Luders, Maschinenfabrik für den Automobilbau und setzte damit das von Luders in Brand-Erbisdorf begonnene Unternehmen ab Februar 1914 als Elite-Motoren-Werke AG fort.
Der Gesellschaftsvertrag sah den Bau von Kraftfahrzeugen, Fahrrädern und Motoren vor, ferner den Bau von Maschinen und Einrichtungen z. B. für den Kraftfahrzeugbau.
Nach Beginn des Ersten Weltkriegs wurden Heeresaufträge ausgeführt, man produzierte hauptsächlich Granathülsen und Geschosse.
1916, die Zahl der Arbeiter war auf 600 angestiegen, erfolgte eine Umbenennung in Elite-Werke AG.
1928 erwarb Opel die Aktienmehrheit und produzierte in dem Werk Opel-Motorräder. 1929 zog sich Opel aus dem Unternehmen zurück. Das war das Ende der Elite-Werke AG. 
Nach Oswald wurden in den 16 Jahren des Bestehens insgesamt etwa 3000 Personenwagen und 1000 Lastwagen produziert, diese Zahl wird heute nach wie vor allenthalben genannt. Tatsächlich indes war die Zahl der gebauten Pkw erheblich geringer, Krüger zählt nach entsprechendem Quellenstudium bis Herbst 1926:
- Elite E10, 1913–1923:     49 Stück
- Elite E12, 1919–1924:    336 Stück
- Elite E15, 1919–1925:    211 Stück
- Elite S18/55, 1921–1923:  92 Stück
- Elite S18/70, 1923–1927: 153 Stück
- Elite S18/96, 1926–1927:   7 Stück

zusammen: 847 Pkw. Bis zur Produktionseinstellung mögen weitere 100 bis 150 Pkw gebaut worden sein, mithin können maximal 1000 Pkw die Werkshallen bei Elite verlassen haben.

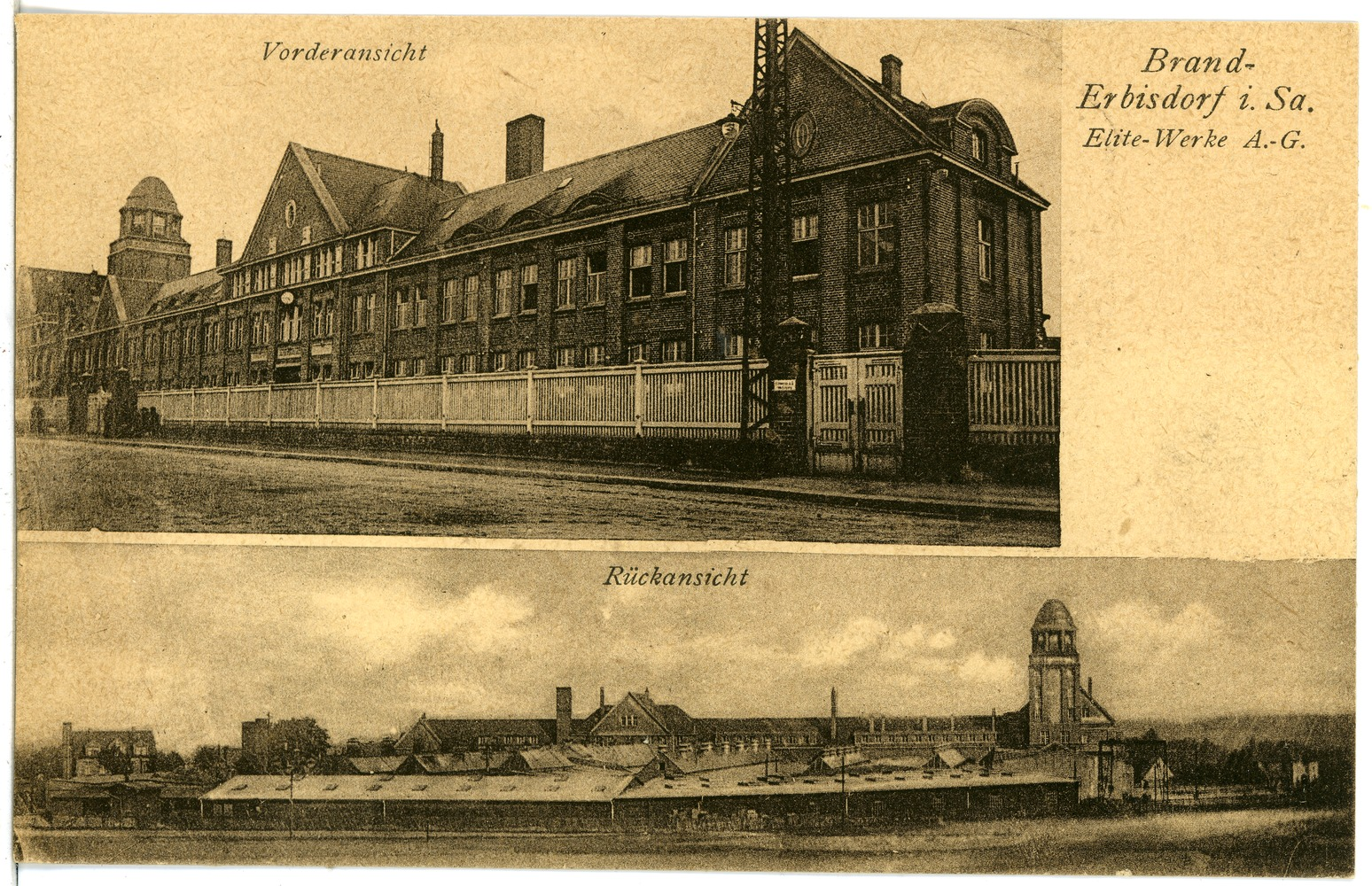
Elite Werke (1920)

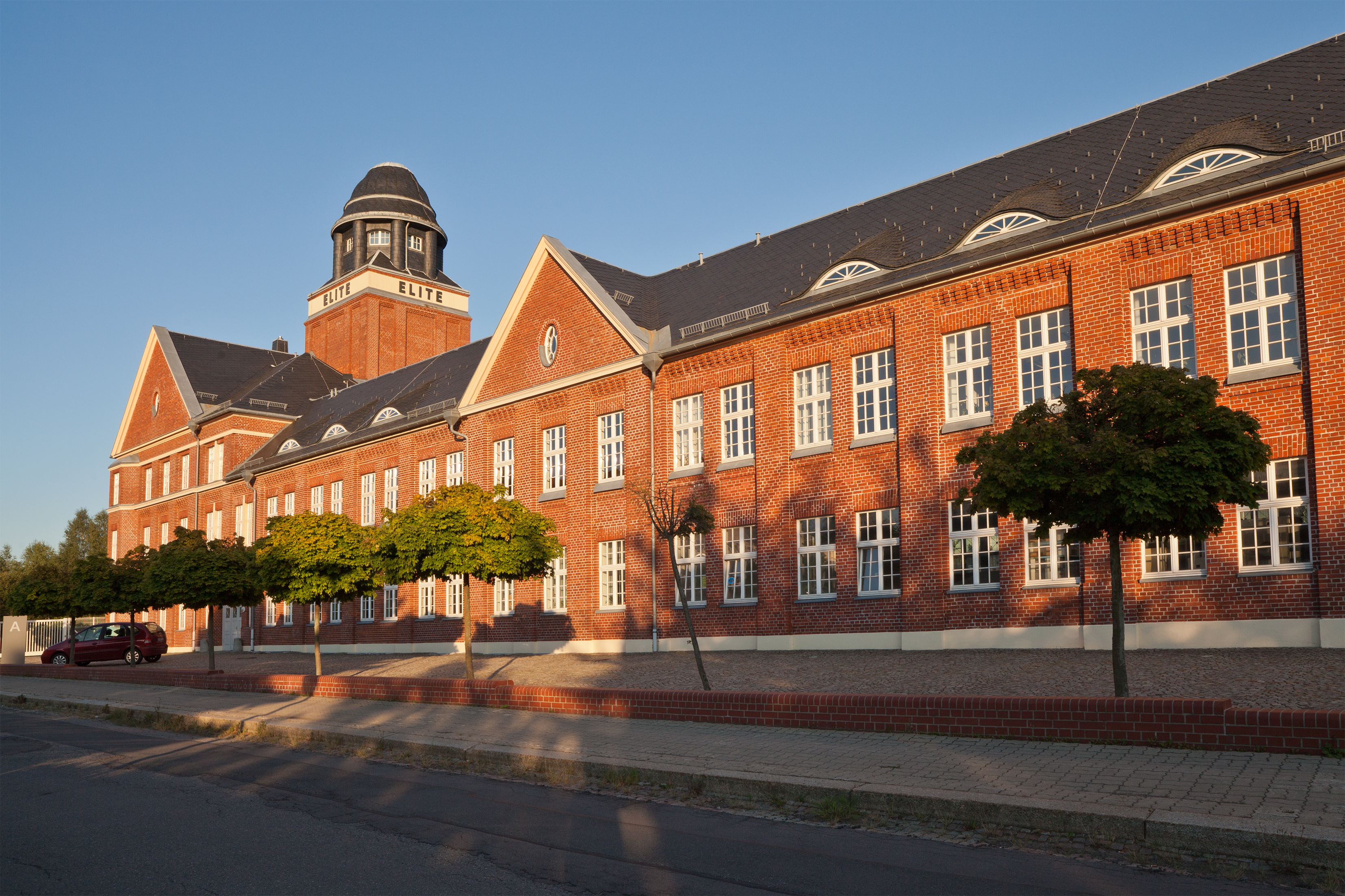
Ehemaliges Verwaltungsgebäude der Elite-Werke AG, heute Elite-Gewerbepark

Auf dem Gelände befindet sich heute der Elite-Gewerbepark, der verschiedene Firmen beherbergt.

## Modelle
Es gab Vierzylindermodelle, deren Modellbezeichnung mit E begannen, und Sechszylindermodelle, deren Modellbezeichnung mit S begannen. Von den nachfolgend genannten Typen E 18, E 20 und E 24 können maximal Prototypen existiert haben (wenn sie überhaupt das Reißbrett verließen), eine Serienproduktion dieser Fahrzeuge fand nicht statt.
| Modell                       | Bauzeit   | Zylinder | Hubraum cm³         | Leistung PS | Karosserieaufbau                  | Quelle |
| ---------------------------- | --------- | -------- | ------------------- | ----------- | --------------------------------- | ------ |
| E 10 10/38 PS                | 1913–1923 | 4        | 2617                | 38          | Tourenwagen                       | [ 5 ]  |
| E 12 12/40 PS                | 1919–1923 | 4        | 3130                | 40          | Tourenwagen                       | [ 5 ]  |
| E 12 12/40 PS                | 1924–1926 | 4        | 3130                | 40          | Tourenwagen und Pullman-Limousine | [ 5 ]  |
| E 15 15/50 PS                | 1919–1925 | 4        | 3800                | 50          | Tourenwagen                       | [ 2 ]  |
| E 18 18/65 PS, E 20 und E 24 | 1919–1921 | 4        | 4710, 5340 und 6020 |             |                                   | [ 2 ]  |
| S 18 18/55 PS                | 1921–1923 | 6        | 4708                | 55          | Tourenwagen                       | [ 2 ]  |
| S 18 18/70 PS                | 1923–1927 | 6        | 4708                | 70          | Pullman-Limousine                 | [ 2 ]  |
| S 18 Sportwagen 18/96 PS     | 1925–1926 | 6        | 4708                | 96          |                                   | [ 5 ]  |
| S 18 Sportwagen 18/90 PS     | 1927      | 6        | 4708                | 90          |                                   | [ 5 ]  |
| S 10 10/50 PS                | 1926      | 6        | 2613                | 50          | Tourenwagen und Pullman-Limousine | [ 5 ]  |
| S 12 12/55 PS                | 1926      | 6        | 3130                | 55          | Tourenwagen                       | [ 2 ]  |
| S 12 12/50 PS                | 1927–1928 | 6        | 3128                | 50          | Tourenwagen                       | [ 2 ]  |
| S 14 14/60 PS                | 1928      | 6        | 3650                | 60          | Pullman-Limousine                 | [ 2 ]  |
| S 14 14/60 PS                | 1929      | 6        | 3690                | 60          | Pullman-Limousine                 | [ 2 ]  |

## Noch existierende Fahrzeuge
- Im EFA-Museum für Deutsche Automobilgeschichte in Amerang steht ein E 12 12/40 PS Landaulet.
- Im Museum für sächsische Fahrzeuge in Chemnitz stand 2000 ein E 10 10/38 PS Chassis.
- Ein Sammler aus Sachsen besitzt einen S 18 und ein Vierzylindermodell.
- Ein Sammler aus Dresden (Sachsen) besitzt ein Modell S 14 14/60 PS aus dem Jahre 1928. Das Fahrzeug ist fahrbereit und zugelassen.
- Im Automuseum Virtsu (Estland) steht ein E 10 10/38 PS Chassis, umgebaut auf Pritschenausführung (wahrscheinlich Einsatz im Fuhrpark der Kaiserlichen Armee).
- Der Freiwilligen Feuerwehr Crossen e. V. gehört ein S 18 Baujahr 1922.[6]